# Giovanna II d'Alvernia
Giovanna II d'Alvernia, in francese Jeanne II d'Auvergne (1378 circa – 1424 circa) fu contessa d'Alvernia e contessa di Boulogne  dal 1404, alla sua morte; ed inoltre duchessa consorte di Berry e duchessa consorte d'Alvernia dal 1390 al 1416 e contessa consorte di Guînes dal 1416 alla sua morte.
È famosa per aver salvato la vita a suo nipote, Re Carlo VI di Francia, durante il Ballo degli Ardenti

## Origine
Secondo la Histoire généalogique de la maison d'Auvergne, Giovanna era l'unica figlia del conte d'Alvernia e conte di Boulogne, Giovanni II di Clermont e della moglie, Eleonora di Comminges (1312 - 1388 circa), figlia di Pietro Raimondo II, conte di Comminges e della moglie, cugina dello stesso Pietro Raimondo, Giovanna di Comminges.
Secondo la Histoire généalogique de la maison d'Auvergne, Giovanni II di Clermont era l'unico figlio maschio del conte d'Alvernia e conte di Boulogne, Giovanni I di Clermont e della moglie, Giovanna di Clermont (1312 - 1388 circa), signora di Saint-Just, figlia di Giovanni di Clermont, signore di Charolais e di Giovanna di Dargies, signora di Dargies e di Catheux e contessa di Soissons.

## Biografia
Suo nonno, Giovanni I, era zio della Contessa d'Alvernia e di Boulogne, la regina consorte di Francia Giovanna di Francia, ed ereditò la contea nel 1361, quando il figlio di primo letto di Giovanna I, Filippo I di Borgogna, morì senza lasciare eredi.
Sua mamma, Eleonora, lasciò il marito, Giovanni II, nel 1380 circa, in quanto non lo apprezzava considerandolo un cattivo Amministratore, e si ritirò presso il cugino nella contea di Urgell e lasciando la figlia, Giovanna in custodia ad un altro cugino, Gastone III Febo, conte di Foix, visconte di Béarn, Coprincipe di Andorra, Visconte di Marsan e Visconte di Lautrec, che la tenne sino al giorno del suo matrimonio col duca di Berry, Giovanni di Valois,
Giovanna fu educata al castello di Orthez, nella contea di Foix.
Suo padre, Giovanni II, dopo il 1386, fu privato di quasi tutti i suoi feudi dal duca di Berry e duca d'Alvernia, Giovanni di Francia o di Valois; dopo che Giovanni di Valois era rimasto vedovo, anche alla corte di Francia si pensò ad un matrimonio riparatore tra Giovanni di Valois e l'erede di Giovanni II.

### Primo matrimonio
Nel 1389, Giovanna sposò Giovanni di Valois, figlio tezogenito del re di Francia, Giovanni II, la cui moglie era morta l'anno prima.; il 9 marzo 1389 fu redatto il contratto di matrimonio tra il duca di Berry e duca d'Alvernia, Giovanni di Francia o di Valois ed il padre di Giovanna, Giovanni II, Conte d'Alvernia e di Boulogne; il matrimonio tra Giovanni duca di Berry (monseigneur Jean duc de Berri) e Giovanna erede del conte di Boulogne e nipote del conte di Foix (la fille et l’héritière légitime du comte de Boulogne; sette jeune et belle princesse etti nièce du comte de Foix) fu celebrato a Bourges, alla fine di maggio 1390, come ci viene confermato dal capitolo IV della Chronique du religieux de Saint-Denys, contenant le régne de Charles VI, de 1380 à 1422; Giovanni era cinquantenne, mentre Giovanna era circa tredicenne; si ritenne che la mancanza di prole fosse da attribuire alla notevole differenza d'età-

### Ruolo nel Ballo degli Ardenti
All'età di quindici anni, Giovanna era presente al famigerato "Ballo degli Ardenti" di Isabella di Baviera, moglie del nipote del duca di Berry, Re Carlo, il 28 gennaio 1393. Durante il ballo, il Re e cinque nobili si travestirono da uomini selvaggi, vestiti "in abiti di lino cuciti sul loro corpo e immersi in cera resinosa o pece per tenere una copertura di canapa arruffata" e procedette a ballare insieme agli altri incatenato. Alla fine, il re si separò dagli altri e si diresse verso la duchessa, che si rifiutò scherzosamente di lasciarlo andare via di nuovo finché non le avesse detto il suo nome. Quando il fratello di Carlo, Luigi I di Valois-Orléans, accidentalmente diede fuoco agli altri ballerini, Giovanna avvolse il re tra le sue gonne, proteggendolo dalle fiamme e salvandogli la vita.

### Secondo matrimonio
Giovanna, che alla morte del padre, nel 1404, era divenuta contessa di Alvernia e Boulogne (secondo lo storico, chierico, canonista e bibliotecario francese, Étienne Baluze, Giovanni II morì poco dopo aver redatto il suo testamento, il 26 luglio 1394; secondo altre fonti, invece lasciò l'Alvernia e morì, dimenticato, il 28 settembre 1404, lasciando il governo delle contee alla figlia Giovanna), nel 1416, rimase vedova. La morte di Giovanni di Valois viene ricordata nel capitolo 148 delle Geste des nobles, nella Chronique de la Pucelle, nel mese di maggio.
In quello stesso anno, Giovanna si sposò, in seconde nozze, con Giorgio de la Trémoille, (1383 - 1446), signore di Trémouille, conte di Guînes e futuro Gran ciambellano di Francia; il contratto di matrimonio tra Giorgio de la Trémoille (messire Georges de la Tremoille chevalier seigneur des baronnies de Sully et de Craon) e Giovanna (Madame Jehanne de Bologne et d’Auvergne) fu redatto a Aigueperse (Puy-de-Dôme), il 16 novembre 1416.
Giovanna morì nel 1424, senza lasciare alcuna discendenza; le contee passarono ad una sua cugina, Maria I, figlia di Goffredo d'Alvernia, fratello di suo nonno, Giovanni I.

## Discendenza
Da entrambi i matrimoni Giovanna non ebbe figli.

### Letteratura storiografica
- (FR)  Histoire généalogique de la maison d'Auvergne.
- (FR)  Justel, Histoire généalogique de la maison d'Auvergne.
- (FR)  Baluze, Histoire généalogique de la maison d'Auvergne, tome 1.
- (FR)  Histoire généalogique des ducs de Bourgogne de la maison de France.
- (FR)  Preuves de l'Histoire de la maison de Chastillon sur Marne.
- Echols, Anne and Marty Williams, An Annotated Index of Medieval Women, Markus Weiner Publishing Inc., 1992.
- Richard K. Emmerson, Key Figures in Medieval Europe: An Encyclopedia, Routledge, 2013, ISBN 978-1-136-77518-5.
- The Encyclopædia Britannica, Vol.3, Ed. Hugh Chisholm, 1911.